# Graminella fitchii
Graminella fitchii är en insektsart som beskrevs av Van Duzee 1890. Graminella fitchii ingår i släktet Graminella och familjen dvärgstritar. Inga underarter finns listade i Catalogue of Life.